# Cheilosoria mysurensis
Cheilosoria mysurensis là một loài dương xỉ trong họ Pteridaceae. Loài này được Wall. ex Hook. Ching & K.H. Shing mô tả khoa học đầu tiên năm 1985.